# Pelerinus rostratus
Pelerinus rostratus är en insektsart som först beskrevs av Brunner von Wattenwyl 1878.  Pelerinus rostratus ingår i släktet Pelerinus och familjen vårtbitare. IUCN kategoriserar arten globalt som livskraftig. Inga underarter finns listade i Catalogue of Life.